# 2014년 대한민국
다음은 2014년 대한민국에서 일어났던 사건들을 정리해 놓은 문서이다.

## 사건
- 1월 1일
  - 국내 백열전구 생산 및 수입이 금지되었다.
  - 국내 전 지역에서 도로명 주소 사용을 전면 시행했다.
- 1월 9일 - 한국은행 금융통화위원회가 기준금리를 2.50%로 동결하다.
- 1월 16일 - 박근혜 대통령이 인도와 정상회담을 갖고, CEPA 확대와 안보분야 협력을 강화하기로 합의하였다.
- 1월 17일 - 전라북도 고창군에서 고병원성 조류인플루엔자가 발생하였다. 이 일로 오리 2만 천 마리를 살처분하였다.
- 1월 20일
  - KB국민카드, NH농협카드, 롯데카드에서 고객 정보 천만건 이상이 유출된 사실이 밝혀졌다.
  - 대한민국 전라북도 고창군, 부안군 일대에서 조류 인플루엔자가 확산되다.
- 1월 31일 - 전라남도 여수시 낙포동 낙포각 원유2부두에서 기름 600여톤이 유출되어 근해가 오염되었다.

### 2월
- 2월 1일 - 조류 인플루엔자 의심 신고가 부산광역시와 충청북도 진천군에서도 접수되다.
- 2월 5일 - 판문점 북측 지역 통일각에서 이산가족 상봉행사를 위한 남북 적십자 실무접촉을 가졌다. 이 접촉을 통해 이산가족 상봉을 2월 20일에서 2월 25일에 금강산에서 개최한다고 합의했다.
- 2월 6일
  - 김용판 전 서울경찰청장이 '국정원 댓글 수사 축소 혐의' 1심에서 무죄를 선고받았다.
  - 해양수산부 장관이었던 윤진숙이 전격 경질되었다.
- 2월 10일
  - 강원도 영동 지방에 이날까지 며칠간 1미터가 넘는 눈이 내렸다.
  - 도널드 그레그 전 주한 미국대사가 조선민주주의인민공화국 외무성 초청으로 비공식 방문하였다.
- 2월 11일 - 무라야마 도미이치 전 일본 총리대신이 대한민국을 방문해 위안부 피해 여성을 만나다.
- 2월 12일 - 대한민국과 조선민주주의인민공화국이 판문점에 위치한 평화의 집에서 7년 만에 고위급 회담을 열다.
- 2월 13일
  - 대한민국 경기도 남양주시에 있는 빙그레 제 2공장에서 폭발사고가 발생해서 1명이 사망하고 3명이 부상당하였다.
  - 부산지방법원은 부림사건에 대한 재심에서 5명의 피해자에게 33년만에 무죄를 선고하였다.
  - 한국은행 금융통화위원회가 기준금리를 2.50%로 동결하다.
- 2월 15일 - 부산광역시 남외항에서 기름이 유출되었다. 이는 여수 기름유출사고보다 1.5배 많은 것으로 기록되었다.
- 2월 17일
  - 경상북도 경주시 마우나리조트 체육관이 붕괴되었다. 이 사고로 부산외국어대학교 신입생 10명이 사망하고 103명이 부상당하였다.
  - 내란음모 혐의 등으로 기소된 이석기 전 의원이 1심에서 유죄로 인정돼 징역 12년, 자격정지 10년이 선고되었다.
- 2월 24일
  - 조선민주주의인민공화국 경비정이 서해 북방한계선 이남 대한민국 해역을 세 차례 침범하였다.
  - 세계최대 IT기업인 삼성전자에서 자사신제품 발표행사인 '삼성 언팩 2014 에피소드1'을 스페인 바르셀로나에서 진행하다.
- 2월 25일 - 박근혜 대통령이 청와대에서 경제 혁신 3개년 계획을 발표하였다.
- 2월 27일 - 경기도 수원시 광교산에서 불이 났으나 4시간 여만에 완전 진화되었다.

### 3월
- 3월 2일
  - 민주당 김한길 대표와 안철수 새정치연합 창당준비위 중앙위원장이 통합 신당을 창당하고 기초선거에서 공천하지 않기로 합의했다고 발표했다.
  - 김한길 민주당 대표와 안철수 의원이 지방선거 전에 통합신당을 창당할 것이라고 발표하다.
- 3월 9일 - 경상남도 진주시 인근에 축구공 크기의 운석이 떨어졌다.
- 3월 10일 - 정부의 의료 영리화 정책에 반대하여 전국 50여개의 대학병원의 의사와 전공의가 집단 휴진에 들어갔다.
- 3월 16일 - 새정치연합 안철수 의원과 민주당 김한길 의원이 새정치민주연합이라는 통합 신당을 창당시켰다.
- 3월 19일 - 서울특별시 송파구 송파구청 사거리에서 올림픽공원으로 달리는 3318번 버스와 경기상운소속 30-1번 버스가 추돌하였다. 이 사고로 2명이 사망하고 17명이 부상당하였다.
- 3월 24일 - 제주특별자치도 제주시 차귀도 남서쪽 180 km 해상에서 추자선적 유자망 어선이 침몰해 6명이 사망하고 1명이 실종당하였다.
- 3월 26일 - 김한길과 안철수가 야권을 통합시켜 새정치민주연합을 출범시켰다. 이로서 60여년을 지켜온 민주당은 역사 속으로 사라졌다.
- 3월 28일
  - 경상북도 상주시에서 규모 2.6의 지진이 발생하였으나 별다른 피해는 없었다.
  - 박근혜 대통령이 독일 드레스덴 공과대학교에서 드레스덴 선언을 천명하였다.
- 3월 31일
  - 조선민주주의인민공화국이 서해 북방한계선에서 해상 사격훈련을 실시하였다. 500여발 중 100여발이 백령도 해역 인근으로 떨어져서 대한민국 군이 대응사격에 들어갔다.

### 4월
- 4월 1일
  - 대한민국 충청남도 태안군 서격렬비도 100 km 해상에서 규모 5.1의 지진이 발생하였다. 이는 수도권에서도 진동이 감지되었다.
- 4월 2일 - 서울지하철 4호선 회송열차가 삼각지역에서 탈선했다.
- 4월 4일 - 전라남도 여수시 삼산면 거문도 남동쪽 34 마일 해상에서 16명의 북한 선원들이 탄 4천 톤급 몽골국적 화물선이 침몰하였다.
- 4월 7일 - 연천 군부대에서 후임병이 구타당하여 숨지는사고가 일어났다.
- 4월 10일 - 대법원은 15년을 끌어온 담배 피해 소송에서 KT&G에 소송을 제기한 흡연자에게 패소가 확정되었다.
- 4월 12일 - 제주특별자치도 제주시 동쪽 34 km 규모에서 2.4의 지진이 발생하였으나 별다른 피해가 없었다.
- 4월 15일 - 경기도 안산시 단원구 반월공단 3층 화학물질 제조공장에서 폭발사고가 발생해 3명의 사상자가 발생하였다.
- 4월 16일 - 전라남도 진도군에서 청해진해운 소속 여객선 세월호가 침몰하는 사고가 일어났다.
- 4월 20일 - 울산광역시 현대중공업 울산조선소에서 화재가 발생해 4명의 사상자가 발생하였다.
- 4월 24일 - 헌법재판소는 청소년들을 대상으로 온라인 게임을 강제 중지하는 법인 셧다운제에 대해 7대 2로 합헌 판결을 내렸다.

### 5월
- 5월 2일 - 서울 지하철 2호선 상왕십리역에서 정차해있던 열차를 뒤따르던 열차가 추돌하여 뒤따르던 열차 2량이 탈선하고, 승객 240여명이 부상을 입었다.
- 5월 10일
  - 서울특별시 강남구 신사동 가로수길에서 철거중인 건물이 붕괴되었다. 인명 피해는 없었지만 가스 누출에 주민들이 대피하였다.
  - 서울지하철 6호선 합정역 승강장에서 연기가 나서 승객들이 대피하였고, 전동차는 10분간 무정차 운행하였다.
- 5월 16일 - 대우건설이 카타르서 9.2억 달러 초대형 고속도로 공사를 수주하였다.
- 5월 19일
  - 박근혜 대통령은 세월호 침몰 사고에 대한 대국민 사과를 하였다. 이어서 해양경찰청도 해체하기로 결정되었다.
  - 수도권 전철 4호선 금정역에서 전동차 절연장치 폭발사고가 나 11명이 부상당하였다.
  - 대구광역시 중구에 있는 경북대학교 사범대학 부설고등학교에서 화재가 나 500여명이 대피하였다.
  - 서울특별시 마포구에 있는 당인리발전소에서 화재가 발생하였다.
- 5월 22일 - 박근혜 대통령이 국무총리 후보자로 안대희 전 대법관을 지명했다.
- 5월 26일 - 경기도 고양시 일산동구 백석동 고양종합터미널에서 화재가 발생해 8명이 사망하고 58명이 부상을 입었다.
- 5월 27일 - 경기도 시흥시 소재 시화공단 내 폐기물 처리장에서 큰 불이 발생해 공장 근로자와 인근 주민들이 대피하였고 광역 1호가 발령되었다.
- 5월 28일
  - 국무총리 후보자로 지명되었던 안대희가 전관예우 논란 등으로 인해 사퇴했다.
  - 전라남도 장성군 삼계면 효사랑 요양병원에서 화재가 발생해 21명이 사망하였다.
  - 서울지하철 3호선 도곡역에서 열차 화재가 발생했으나 서울메트로 직원들의 신속 대처로 승객 전원이 대피하여 인명피해는 없었다.

### 6월
- 6월 4일 - 대한민국 제6회 지방 선거가 실시되었다.
- 6월 10일 - 경기도 고양시 일산서구에 한 마을에 토네이도가 발생해 21동의 비닐하우스가 피해를 입었다.
- 6월 12일 - 새정치민주연합의 배기운 의원이 공직선거법 위반으로, 통합진보당의 김선동 의원이 총포법 위반으로 당선무효되었다.
- 6월 20일 - 대한민국 정부는 이날 한국농어촌공사 대 강당에서 쌀 시장 개방을 공식 선언하였다.
- 6월 21일 - 저녁 8시 15분 경(KST) 강원도 고성군 소재 동부전선 22사단 GOP에서 총기 사고가 발생해 5명이 사망하고 7명이 부상을 입었다.

### 7월
- 7월 4일 - 대구 아동 황산테러 사건의 피해자 어머니가 대구지방검찰청에 용의자를 상대로 고소장을 제출해서 공소시효가 정지되었다.
- 7월 7일 - 조선민주주의인민공화국이 인천 아시안게임에 응원단을 파견하겠다고 발표하였고, 정부는 이를 수용하였다.
- 7월 10일 - 홍명보 축구대표팀 감독이 브라질 월드컵 조별리그 탈락에 대해 책임지고 사퇴하였다.
- 7월 14일 - 조선민주주의인민공화국이 강원도 고성군 비무장지대 북쪽 8 km 해상에서 방사포를 100여발 발사하였다.
- 7월 17일 - 광주광역시 광산구 수완지구 아파트 단지 앞에서 강원본부 소속 119 소방 헬기가 추락해 5명이 사망하였다.
- 7월 22일
  - 2014년 6월 초에 전라남도 순천시 서면 학구리에서 발견된 변사체가 전 세모그룹의 회장이었던 유병언인 것으로 밝혀졌다.
  - 오후 5시 50분쯤에 강릉에서 청량리로 가는 무궁화호 열차와 관광열차가 충돌하였다. 이 사고로 1명이 사망하고 90여명이 중경상 당하였다.
- 7월 30일 - 2014년 상반기 재보궐선거가 시작되었다.
- 7월 31일 - 전라남도 여수시의 한 조선 해양소에서 암모니아 가스 누출 사고가 일어났다. 이사고로 1명이 사망하고 30명이 부상 당했다.

### 8월
- 8월 5일 - 서울특별시 송파구 석촌동 부근 지하차도에서 싱크홀이 발생했다.
- 8월 11일 - 내란음모 혐의 등으로 기소되었던 통합진보당의 이석기 의원 등에 대한 항소심에서 내란음모 혐의에 대해 무죄, 내란선동과 국가보안법 위반 등에 대해 유죄가 인정돼 징역 9년형이 선고되었다.
- 8월 12일 - 경상남도 거제시 남부면 갈곶도 남쪽 해상에서 꽃게 통발 어선이 전복해 6명이 사망하고 5명이 부상당하였다.
- 8월 15일 - 충청남도 공주시 정안면 갈릴리 수양관에서 승용차가 돌진해 1명이 사망하고 50여명이 부상당하였다.
- 8월 16일 - 교황 프란치스코가 서울 특별시 광화문 광장에서 윤지충 바오로와 동료 순교자 123위 시복 미사를 집전하였다.
- 8월 18일
  - 교황 프란치스코가 명동성당에서 평화와 화해를 위한 미사를 봉헌한 다음 대한민국을 떠났다.
  - 석촌지하차도에서 추가적으로 5개의 싱크홀이 더 발견되었다.서울 지하철 9호선의 영향이다.
  - 송혜교가 3년동안 25억이 넘는 세금을 탈루했다는 사실이 밝혀졌다.
- 8월 20일 - 일본 히로시마시 아사미나미구와 아사기타 구에서 산사태가 발생해 40여명이 사망하거나 실종당하였다. 여기에 한국인 1명도 사망하였다.
- 8월 24일 - 미국 펜실베이니아주 라마데 스타디움에서 열린 리틀야구 월드시리즈 결승전에서 대한민국이 29년만에 월드시리즈 정상에 올랐다.
- 8월 25일 - 부산광역시, 경상남도 창원시에 100mm가 넘는 기습적인 폭우가 발생해 9명이 사망하였다.
- 8월 27일 - 다음과 카카오톡이 각각 임시 주주총회를 열고 합병 계약 체결을 승인하였다. 합병을 한다면 10조원대에 모바일 기업이 탄생한다.

### 9월
- 9월 3일 - 레이디스코드가 영동고속도로 신갈분기점 부근에서 빗길사고로 인하여 7명 탑승중에 은비가 사망하고, 리세와 소정이 중태까지 갔으며 주니와 애슐리, 다른 매니저들은 부상이 없었다.
- 9월 7일
  - 교통사고로 중태에 빠졌던 레이디스 코드의 권리세가 의식을 찾지 못하고 끝내 사망하였다.
  - 경상북도 경주시 북군저수지 수문에서 많은 물이 새어나와 인근 주민들이 대피하였다.
  - 독도 남동쪽 1.5 km 근해에서 독도 방향으로 이동하던 조선민주주의인민공화국 선적 소형 선박이 표류하였다. 그리고 8일 조선민주주의인민공화국으로 다시 돌아갔다.
- 9월 13일 - 광주광역시 서구 쌍촌동의 아파트 12층에서 불이나 10명이 중경상을 입었다.
- 9월 15일 - 허리케인 오딜이 멕시코 볼레오 광산을 강타해 한국광물자원공사소속 현지인 1명이 사망하고 한국인 1명이 실종되었다.
- 9월 16일 - 경상북도 포항시 해병대 교육훈련단에서 수류탄이 폭발해 1명이 사망하고 2명이 부상을 입었다.
- 9월 18일 - 서울특별시 강남구 삼성동에 있는 한국전력공사 부지를 입찰 결과 현대자동차 그룹이 최종 낙찰되었다.
- 9월 23일 - 경상북도 김천시의 한 공장에서 폭발사고가 발생해 10명이 부상당하였다.
- 9월 25일 - 영화 변호인의 소재가 되었던 부림사건에 연루된 피고인 5명이 재심서 무죄가 확정되었다.
- 9월 30일 - 전라남도 신안군 홍도 앞바다에서 유람선이 좌초되는 사고가 일어났다. 하지만, 승객과 승무원 109명이 전원 구조되었다.

### 10월
- 10월 7일 - 제주특별자치도 제주시 고산 서남서쪽 20 km 해역에서 규모 3.0의 지진이 발생하였다.
- 10월 9일 - 서울특별시 중구 충무로 호텔 신축공사장에서 화재가 발생하였다. 이 과정에서 인부 43명이 옥상으로 대피했으며 13명은 연기를 흡입해 병원에 이송되었다.
- 10월 10일
  - 조선민주주의인민공화국이 경기도 연천군 합수리 일대에서 시민단체가 날린 삐라를 향해 포격을 가해 이 중 수발이 대한민국 측으로 떨어졌다.
  - 전라북도 부안군 왕등도 서쪽 144 km 해역에서, 해경의 단속에 저항하던 중국어선 선장 쑹 호우 므어씨가 총에 맞아 사망하였다.
- 10월 14일
  - 조선민주주의인민공화국 김정은 국방위원장이 40여일 만에 공개 석상에 등장하였다.
  - 서울특별시 송파구 석촌동에서 한국 러버 덕 전시가 1달 일정으로 시작되었다.
  - 울산 계모 사건 피고인 박모씨가 항소심에서 징역 18년형을 선고받았다.
- 10월 17일 - 경기도 성남시에서 판교테크노밸리 야외공연장 환풍구 붕괴 사고가 일어났다. 이 사고로 16명이 사망하고 11명이 부상당하였다.
- 10월 19일 - 경기도 파주시 군사분계선 인근에서 대한민국과 조선민주주의인민공화국 간의 군사적 충돌이 발생하였다.
- 10월 25일 - 대한민국 울산광역시에서 입양아 학대 사망사건이 발생하여 25개월된 입양아가 사망하였고, 양부모가 체포되었다.
- 10월 27일 - 대한민국의 가수 신해철이 급성 심근경색으로 끝내 숨졌다.
- 10월 30일
  - 윤일병 사망 사건에 대한 1심 재판에서 가해 병사들의 폭행치사 혐의가 인정되어 징역 45년 등이 선고되었다.
  - 헌법재판소가 선거구간 인구 편차가 2대1이 넘는 것에 대해 헌법불합치 결정을 내렸다.
- 10월 31일 - 서울특별시교육청이 자율형 사립 고등학교 6곳의 자사고 지정을 취소했다.

### 11월
- 11월 7일 - 충청남도 태안군 고남면 영목항 앞 해상에서 승객 40명이 탄 유람선이 표류하다 해경에 구조되었다.
- 11월 9일 - 서울특별시 강남구 개포동 구룡마을에서 불이 나 1명이 사망하였다.
- 11월 10일 - 박근혜 대통령과 중화인민공화국국의 시진핑 주석이 정상회담에서 한중 자유 무역 협정을 체결했다.
- 11월 14일
  - 아시아나항공이 아시아나항공 214편 착륙 사고로 인해 국토교통부로부터 45일 운항정지 처분을 내렸다.
  - 서울지하철 2호선 구의역에서 전동차가 고장이 나서 30분 동안 운행이 중지되었다.
- 11월 15일 - 전라남도 담양군 한 펜션에 바비큐장에서 불이 나 4명이 사망하고 6명이 부상당하였다.
- 11월 16일 - 나폴레옹 보나파르트 상징과 같은 이각 모자가 퐁텐플로에 오세나 경매소에서 188만 4천 유로에 한국인 수집가에게 낙찰되었다.
- 11월 21일
  - 정부와 울진군이 신한울 원자력발전소 건설 협상을 15년만에 타결하였다.
  - 할인율을 최대 15%로 제한한 도서정가제를 시행 하였다.
- 11월 22일
  - 대전광역시 대덕구 산업단지 내 한 공장 작업실에서 불이 나서 1명이 사망하고 7명이 부상당하였다.
- 11월 27일 - 경상남도 하동군 화개장터에서 화재가 발생해서 1억 9천여만원 재산 피해가 났다.

### 12월
- 12월 3일 - 남극 장보고과학기지에서 300 km가량 떨어진 엘리펀트 모레인 청빙지역에서 운석을 발견하였다.
- 12월 5일 - 대한항공 086편 회항 사건 발생.
- 12월 10일
  - 일간베스트 저장소 이용 전력이 있는 고등학생이 전라북도 익산시 신동성당에서 열린 신은미 토크 콘서트 도중 인화물질이 담긴 사제폭탄을 투척하는 테러 행위를 벌였다.
  - 대구광역시 달서구 갈산동의 한 도금공장에서 화학물질이 누출되어서 49명이 부상을 입었다.
- 12월 11일 - 말레이시아 동부 풀라우 카파스 부근을 해역을 지나던 한국 선박이 폭발사고를 일으켜 2명이 사망하고 2명이 부상당하였다.
- 12월 19일 - 헌법재판소가 법무부의 청구를 받아들여 통합진보당 해산을 선고했고, 통합진보당 소속 지역구 의원 3명과 비례대표 의원 2명의 의원직도 모두 박탈되었다.
- 12월 26일 - 울산광역시 울주군 서생면 신고리원전 3호기 건설 현장서 가스 누출이 발생해 3명이 사망하였다.
- 12월 30일 - 경상북도 울릉군 독도 북동쪽 9.3 km에서 8명이 탄 어선에 화재가 발생해 2명이 사망하고 6명이 실종되었으며, 이후 4명이 구조되고 2명이 추가로 사망했다.

## 문화
- 1월 10일 - 코레일은 경쟁 자회사인 수서고속철도를 출범 하였다.
- 1월 11일 - 서대전역에서 광주송정역까지 가는 남도해양열차(S-train) 개통식이 서대전역 구내에서 열렸다.
- 1월 12일 - 교황청은 새 추기경에 염수정 천주교 서울대교구 교구장을 선임하였다. 이로서 김수환, 정진석에 이어 대한민국 세 번째 추기경이 탄생하였다.
- 1월 20일 - 레인보우의 두번째 유닛그룹 레인보우 블랙이 데뷔하였다.
- 2월 8일 - 서울특별시 마포구 아현동에 있는 아현고가도로에서 걷기행사가 개최된 후 철거작업이 시작되었다.
- 2월 11일 - 대한민국의 스피드스케이팅 이상화 선수가 소치 동계올림픽에서 2연패를 달성하였다.
- 2월 12일 - 대한민국에서 두번째 남극기지인 장보고 과학기지가 문을 열었다.
- 2월 15일 - 러시아 소치 동계올림픽에서 귀화한 안현수가 8년만에 쇼트트랙에서 금메달을 차지하였다. 이후 대한빙상연맹에서는 네티즌들의 비난으로 몸살을 앓았다.
- 2월 20일
  - 2014년 동계 올림픽 피겨스케이팅 여자 싱글에서 김연아 선수가 은메달을 획득했다. 러시아의 선수 아델리나 소트니코바가 금메달을 획득하였다.
  - 금강산에서 3년 4개월만에 이산가족 상봉행사가 치러졌다.
- 2월 21일 - 소치 동계올림픽에서 러시아로 귀화한 안현수가 쇼트트랙에서 3관왕을 차지하였다.
- 3월 10일 - 대구외곽순환고속도로가 착공되었다.
- 3월 11일 - 대한민국과 캐나다 간의 자유무역협정 협상이 타결되었다.
- 3월 22일
  - 울산문수야구장 개장.
  - 동대문디자인플라자 개장.
- 3월 23일 - 오스트레일리아 시드니 크리캣 그라운드에서 LA 다저스의 류현진선수가 메이저 리그 개막 경기에서 애리조나를 무실점으로 첫 승을 거두었다.
- 3월 27일 - 삼성전자가 스마트폰인 삼성 갤럭시 S5를 출시하였다.
- 3월 29일 - KBO 리그가 6개월간의 대장정을 시작으로 개막하였다.
- 4월 5일 - 포르투갈 리스본 시니어 국제 체조 연맹 월드컵 개인 종합에서 손연재 선수가 한국인 최초로 금메달을 획득하였다.
- 5월 1일 - 부산광역시에서 부산시민공원이 개원하였다.
- 5월 12일 - 새마을호를 대체할 EMU 전동차인 ITX-새마을이 경부선, 호남선, 전라선을 시작으로 운행을 하였다.
- 5월 14일 - 박지성 선수가 경기도 수원시 박지성 축구센터에서 공식적으로 은퇴를 선언하였다.
- 5월 22일 - 부산광역시에서 부산항대교가 개통하였다.
- 5월 24일 - 서울 지하철 9호선 마곡나루역이 개통되었다. 하지만 이 역은 급행정차역이 아닌 일반역이다.
- 5월 26일 - 다음과 카카오톡이 합병되었다.
- 5월 30일
  - 대한민국 제6회 지방 선거 사전투표제가 전국적으로 시작되었다. (이 투표는 5월 30일 ~ 5월 31일까지 이틀간 이루어졌으며, 대한민국 헌정 사상 66년만에 이루어진 사전투표였다.)
  - 아시아나항공의 A380 1호기가 인천국제공항에 도착하였다.
- 6월 7일 - 이탈리아 베네치아 비엔날레 건축전에서 대한민국이 황금사자상을 수상하였다.
- 6월 9일 - 싸이의 행 오버가 음반 출시 이래 유투브건수 100만 조회 수를 기록하였다.
- 6월 10일 - 마이크로소프트에서 업데이트가 설치되지 않은 윈도우 8.1에 대한 지원을 중단했다.
- 6월 12일 - 2014년 FIFA 월드컵이 브라질에서 개최되었다.
- 6월 19일 - 걸그룹 마마무가 Mr.애매모호로 데뷔하였다.
- 6월 21일 - 인천국제공항철도 청라국제도시역 개통.
- 6월 22일 - 카타르 도하에서 열린 제38차 유네스코 세계유산위원회에서 대한민국에 11번째로 남한산성이 등재되었다.
- 6월 24일 - NC 다이노스의 투수 찰리 쉬렉이 KBO 리그 14년만에 노히트 노런을 달성하였다.
- 6월 30일 - 인천국제공항역까지 운행하는 KTX 개통되었다. 이렇게 되어 환승하지 않고 바로 갈수 있게 되었다.
- 7월 1일 - 청주시와 청원군이 재통합하여 통합 청주시로 개편되었다.
- 7월 4일 - 대한민국 펜싱 대표팀이 수원에서 열린 아시아 펜싱 선수권 대회에서 세계 최초 개인전 전 종목 금메달을 차지하였다.
- 7월 10일 - 인천광역시 송도국제도시에 동북아트레이드타워가 준공되었다. 68층에 305m로, 국내 최고층 빌딩이다.
- 7월 13일 - 크로아티아 코프리브니차에서 주니어 핸드볼 세계 선수권 대회에서 대한민국이 러시아를 34대 27로 물리치고 우승하였다.
- 7월 15일 - 대한민국 정부는 박근혜 대통령 직속으로 통일준비위원회를 출범시켰다.
- 7월 20일 - 서울특별시 중구 신당동에 있는 약수고가도로가 철거됨에 따라 걷기행사를 하고 철거된다.
- 8월 1일 - 경기도 고양시 인구 100만 돌파.
- 8월 4일 - MBC 문화방송이 32년의 여의도시대를 마감하고 서울특별시 마포구 상암동에 신사옥으로 자리를 옮겼다.
- 8월 5일 - 경기도 일산에서 한국교육방송공사 신사옥 기공.
- 8월 10일
  - 한국 영화 명량이 개봉 12일만에 관객 1천만의 시대를 열었다.
  - 서울특별시 동작구 노량진 수산시장 냉동창고가 43년만에 철거되었다.
- 8월 13일 - 세계 수학자 대회가 대한민국 서울에서 개최되었다.
- 8월 14일 - 교황 프란치스코가 오전 10시 16분(한국 표준시) 대한민국 서울공항에 도착하여 4박 5일간의 한국 사목방문 일정을 시작함.
- 8월 16일
  - 교황 프란치스코가 대한민국의 서울 광화문광장에서 윤지충 바오로와 동료 순교자 123위 시복을 선언하였다.
- 8월 18일
  - 교황 프란치스코가 대한민국에서 출국했다.
  - 걸그룹 카라의 새멤버 허영지를 영입하고 6번째 미니앨범 'Day & Night'를 발매하였다.
- 9월 1일 - 경기도에서 초,중,고 9시 등교를 시행하였다.
- 9월 3일 - IFA에서 삼성전자 갤럭시 엣지,노트4등 신제품을 대거 공개했다.
- 9월 4일 - 약수고가도로가 완전히 철거되었다.
- 9월 11일 - 대한민국 최초 독립 야구단인 고양 원더스가 해체되었다.
- 9월 19일 - 제17회 아시안 게임이 인천광역시 인천아시아드주경기장에서 개막하였다.
- 9월 29일 - 서울 지하철 5호선 연장 구간(상일동역 ~ 하남시 창우동)이 착공되었다.
- 9월 30일 - 걸그룹 소녀시대의 제시카가 전격 탈퇴선언을 하며 8인조로 재편했다.
- 10월 1일 - 독일 레버쿠젠의 손흥민이 유럽축구연맹 챔피언스리그 본선에서 본선 첫 골을 기록하였다.
- 10월 4일 - 제17회 아시안 게임이 인천광역시 인천아시아드주경기장에서 폐막하였다.
- 10월 9일 - 대한민국 국립한글박물관 개관.
- 10월 18일 - 2014년 장애인 아시안 게임이 인천광역시 인천문학경기장에서 개막했다.
- 10월 20일 - 대한민국 부산광역시에서 ITU 전권회의가 개막되었다.
- 10월 24일 - 2014년 장애인 아시안 게임이 인천광역시 인천문학경기장에서 폐막했다.
- 10월 25일 - 수도권 전철 경의선 강매역이 복선 전철역으로 재개통되었다.
- 10월 31일 - 평택제천고속도로의 충주 분기점 - 동충주 나들목 구간이 개통되었다.
- 11월 1일 - 중앙선에 ITX-새마을이 청량리~영주 노선에서 기존에 청량리~안동구간을 운행하던 새마을호를 대체하였고 영주~안동구간은 2019년에 들어간다.
- 11월 8일 - 전북 현대가 제주 유나이티드를 3대 0으로 대파하고 현대 오일뱅크 K리그 클래식 우승을 하였다.
- 11월 11일 - KBO 리그 한국시리즈 6차전에서 삼성 라이온즈가 넥센 히어로즈를 11대 1로 꺾고 4년 연속 우승하였다.
- 11월 12일 - 울림 엔터테인먼트 소속 걸그룹 러블리즈가 데뷔하였다.
- 11월 13일 - 2015학년도 대학수학능력시험이 시행되었다.
- 11월 15일
  - 대한민국의 박근혜 대통령과 뉴질랜드의 존 키 총리가 정상회담에서 한국-뉴질랜드 자유 무역 협정을 체결했다.
- 11월 27일 - 대한민국의 전통 농악이 유네스코 무형문화유산에 등재되었다.
- 12월 10일 - 대한민국과 베트남이 자유무역협정을 타결하였다.
- 12월 14일 - KBS의 동요 프로그램 누가누가 잘하나가 방송 60주년을 맞이하였다.
- 12월 27일
  - 수도권 전철 경의선 공덕역 - 용산역 구간이 개통되어서, 경의선과 중앙선이 상호 직결 운행하게 되었다.
  - 수도권 전철 3호선 원흥역이 개통되었다.
  - 수도권 전철 수인선 달월역이 개통되었다.
  - KBS연예대상에서 유재석이 대상수상하였다.
- 12월 29일 - MBC 방송연예대상에서 유재석이 대상수상하였다.
- 12월 30일 - SBS 연예대상에서 이경규가 대상수상하였고, MBC 연기대상에서 이유리가 대상수상하였다.
- 12월 31일 - KBS연기대상에서 유동근이 대상수상하였고, SBS 연기대상에서 전지현이 대상수상하였다.

## 사망
- 1월 2일 - 군인 김재춘
- 1월 10일 - 전 국회의원 이원형
- 1월 13일 - 야구감독 김정수, 영화배우이자 가수 한지서
- 1월 16일 - 전 교수 이문영
- 1월 19일 - 수의사 박상표
- 2월 4일 - 전 언론인 박권상
- 2월 17일 - 영화배우 황정순
- 3월 8일 - 정당인 박은지, 정치인 선우종원
- 3월 9일 - 영화배우 우봉식
- 3월 12일 - 인간문화재 이은관
- 4월 11일 - 1박2일 마스코트 개 상근이
- 4월 30일 - 전 외교통상부 장관 홍순영
- 5월 3일 - 전 국회의장 박준규
- 5월 24일 - 전 안기부 차장 이학봉
- 5월 25일 - 소설가 곽의진
- 6월 9일 - 서양화가 김흥수
- 7월 3일 - 만화가 김영하
- 7월 24일 - 영화배우이자 가수 유채영
- 8월 8일 - 가수 박성신
- 8월 10일 - 가수 정애리
- 8월 20일 - 영화배우 김진아
- 9월 3일 - 가수 고은비
- 9월 7일 - 가수 권리세
- 10월 6일 - 전 국회의원이자 기업인 배은희
- 10월 10일 - 전 목사 방지일
- 10월 14일 - 대학교수이자 문학평론가 김치수
- 10월 26일 - 색소폰 연주가 정성조
- 10월 27일 - 가수 신해철
- 11월 8일 - 기업인 이동찬
- 11월 12일 - 기자 구본준
- 11월 16일 - 탤런트이자 영화배우 김자옥
- 11월 26일 - 기업인 구자명
- 12월 2일 - 가수 죠앤
- 12월 4일 - 배구 감독 황현주
- 12월 7일 - 경제학자 김기원